# بخش عمریا
بخش عمریا (به انگلیسی: Umaria district) یک منطقهٔ مسکونی در هند است که در Shahdol division واقع شده‌است. بخش عمریا ۴٬۵۴۸ کیلومتر مربع مساحت و ۶۴۴٬۷۵۸ نفر جمعیت دارد.